# وزارة إدارة شؤون الموظفين
وزارة إدارة شؤون الموظفين (هانغل: 인사혁신처; هانجا: 人事革新處) هي هيئة مستقلة تتبع مكتب رئيس وزراء كوريا الجنوبية مسؤولة عن إدارة الموارد البشرية للسلطة التنفيذية للحكومة. تشرف الوزارة على معاشات موظفي الحكومة التي تديرها خدمة تقاعد موظفي الحكومة. تأسست الوزارة الحالية في عام 2014 وانتقلت إلى مقرها الحالي في مدينة سيجونغ في عام 2016. تاريخ تأسيس الوزارة يمكن ان يعود إلى عام 1948 عندما تم إنشاء مكتب إدارة شؤون الموظفين كانت تابعة لما يسمى الآن - وزارة الداخلية والسلامة.

## وصلات خارجية
- الموقع الرسمي